# Lingua ǁani
La lingua ǁani è una lingua parlata nell'Africa sudoccidentale, appartenente alla famiglia delle lingue khoisan; è considerata parte del gruppo delle lingue khoe-kwadi, ramo settentrionale delle lingue khoisan. La lingua è conosciuta con diversi altri nomi (ǀanda, handá, handa-khwe, handádam, handakwe-dam, ts'exa, ts'éxa).
Il ǁani viene parlato da circa 1.000 persone nella parte settentrionale del Botswana; viene a volte considerato una forma dialettale della lingua kxoe.
Il ǁani è una lingua tonale, ed è contraddistinta (come tutte le lingue khoisan) dalla presenza di numerose consonanti clic (prodotte facendo schioccare la lingua contro il palato o contro i denti). Il nome stesso della lingua contiene uno di questi suoni, indicato con "ǁ".